# Roeselia bifuscatalis
Roeselia bifuscatalis är en fjärilsart som beskrevs av De Toulgoët 1982. Roeselia bifuscatalis ingår i släktet Roeselia och familjen trågspinnare. Inga underarter finns listade.